# Vernio
Vernio är en ort och kommun i provinsen Prato i regionen Toscana i Italien. Kommunen hade 6 084 invånare (2018).